# مات إيتكن
مات إيتكن (بالإنجليزية: Matt Aitken)‏ هو كاتب أغاني بريطاني، ولد في 25 أغسطس 1956 في كوفنتري في المملكة المتحدة.

## وصلات خارجية
- مات إيتكن على موقع IMDb (الإنجليزية)
- مات إيتكن على موقع ميوزك برينز (الإنجليزية)
- مات إيتكن على موقع أول ميوزيك (الإنجليزية)
- مات إيتكن على موقع ديسكوغز (الإنجليزية)